# Панюково (Тверская область)
Панюково  — деревня в Зубцовском районе Тверской области. Входит в состав Вазузского сельского поселения.

## География
Находится в южной части Тверской области на расстоянии приблизительно 9 км по прямой на юг-юго-запад от районного центра города Зубцов на правом берегу реки Вазуза.

## История
Деревня была отмечена еще на карте 1825 года. В 1859 году здесь (деревня Зубцовского уезда Тверской губернии) было учтено 6 дворов, в 1941—23.

## Население
Численность населения: 48 человек (1859 год), 6 (русские 83 %) в 2002 году, 1 в 2010.